# We Don't Talk Anymore
"We Don't Talk Anymore" é uma música do cantor e compositor americano Charlie Puth, contando com a participação da cantora americana Selena Gomez. Foi lançada em 24 de maio de 2016 como o terceiro single do álbum de estreia de Puth, Nine Track Mind. Os artistas escreveram a canção com Jacob Kasher Hindlin. Musicalmente, é uma canção pop inspirada no tropical.
A música alcançou o nono lugar na parada Billboard Hot 100 dos EUA, marcando o segundo single que Puth entrou no top 10 e o sexto de Gomez, sendo a segunda música de Puth com melhor desempenho como artista principal, atrás de "Attention". Também atingiu as 10 primeiras posições em mais de 20 países, alcançando o primeiro lugar na Itália, no Líbano e na Romênia. É certificada como Quintuple Platinum nos EUA, na Austrália e na Itália, além de Diamond na França.

## Antecedentes
Puth criou a linha de guitarra durante uma viagem ao Japão. Ele produziu a batida nas Filipinas e gravou seus vocais em Los Angeles. Meses depois, Puth tocou a canção para Selena Gomez, que ele havia conhecido anteriormente em uma festa após os MTV Video Music Awards. Ele achou que suas vozes se complementariam bem e então a convidou para cantar o segundo verso. Os vocais de Gomez foram gravados no armário de Puth. A sessão de gravação dela durou aproximadamente 15 minutos. Em 10 de dezembro de 2015, Puth postou um trecho da canção anunciando a colaboração com Gomez. Em 10 de janeiro de 2016, Puth postou um segundo teaser.

## Composição
"We Don't Talk Anymore" é uma canção de pop com uma produção inspirada em tropical. Bobby Oliver do NJ.com descreveu-a como "uma batida pulsante de balada de clube." Liricamente, a canção traz a perspectiva de um ex-casal e sua luta para manter um sistema de comunicação normal após a separação. Puth disse que a música é sobre "relacionamentos onde você está obcecado por aquela pessoa, mas então você termina pacificamente, mas tudo mudou. Você não pode falar com eles como amigos novamente. Você pode dizer que quer permanecer amigo, mas é mais fácil falar do que fazer. É de partir o coração. 'We Don't Talk Anymore' é basicamente a conversa um mês depois desse tipo de separação."

## Recepção da crítica
A canção recebeu aclamação da crítica. Escrevendo para Spin, Brennan Carley encontrou a música "inteligentemente trocando versos entre as duas forças pop, aproveitando a tendência do trop-house" e acrescentou que é "uma agradável e leve fatia de pop." Bobby Oliver do NJ.com escreveu que a canção é "maravilhosamente contagiante e parece destinada às rádios de sucesso." Madeline Roth da MTV elogiou os vocais dos cantores ao dizer que eles "se misturam tão lindamente juntos." Maria Sherman da Fuse disse que a canção é "extremamente cativante" e que o refrão ficaria na cabeça das pessoas. Lindsey Sullivan da Billboard chamou a canção de "ridiculamente cativante". Mike Wass da Idolator opinou que a canção "soa como um sucesso." Dee Lockett da Vulture.com considerou-a "o dueto de separação mais relaxante."

## Videoclipes

### Vídeo de performance ao vivo
Um vídeo de performance ao vivo foi lançado em 2016-07-19. O vídeo apresenta Puth e Gomez se apresentando na Revival Tour da última em Anaheim, Califórnia em 2016-07-09.

### Vídeo oficial
O videoclipe estreou em 2016-08-02, no BuzzFeed e foi dirigido por Phil Pinto. Ele mostra Puth e Mirella Cardoso como seu interesse amoroso. Este vídeo não inclui a aparição de Gomez, mas usou apenas a versão de Puth e Gomez. Em julho de 2023, o vídeo tinha mais de 3 bilhões de visualizações e 13 milhões de curtidas no YouTube e é o 32º vídeo mais assistido do site. Ele foi indicado ao Melhor Colaboração no 2017 MTV Video Music Awards, mas perdeu para Zayn e Taylor Swift com "I Don't Wanna Live Forever".

## Prêmios ou indicações
| Premiação                          | Ano  | Categoria                                      | Resultado | Ref.   |
| ---------------------------------- | ---- | ---------------------------------------------- | --------- | ------ |
| ASCAP Pop Music Awards             | 2017 | Canções vencedoras                             | Venceu    | [ 25 ] |
| Hit FM Music Awards (China)        | 2017 | Top 10 Singles                                 | Venceu    | [ 26 ] |
| Hito Music Awards                  | 2017 | Canção Ocidental do Ano                        | Venceu    | [ 27 ] |
| MTV Video Music Awards             | 2017 | Melhor Colaboração                             | Indicado  | [ 28 ] |
| Radio Disney Music Awards          | 2017 | Melhor canção de separação                     | Indicado  | [ 29 ] |
| Radio Disney Music Awards          | 2017 | Melhor Colaboração                             | Indicado  | [ 29 ] |
| RTHK International Pop Poll Awards | 2017 | As dez melhores canções de ouro internacionais | Venceu    | [ 30 ] |
| Spotify Plaques                    | 2020 | Prêmio One Billion Streams                     | Venceu    | [ 31 ] |
| Teen Choice Awards                 | 2016 | Escolha da canção de separação                 | Indicado  | [ 32 ] |

## Créditos e Pessoal
- Charlie Puth – vocais principais, compositor, produtor
- Selena Gomez – vocais principais, compositora
- Jacob Kasher Hindlin – compositor

## Faixas e formatos
| Download digital |                                            |         |  |
| N.º              | Título                                     | Duração |  |
| 1.               | "We Don't Talk Anymore" (com Selena Gomez) | 3:37    |  |

## Créditos
Todo o processo de elaboração de "We Don't Talk Anymore" atribui os seguintes créditos:
Gravação e publicação
- Gravada em 2015 nos Atlantic Studios (Los Angeles, Califórnia)
- Mixada nos Larrabee Studios (Hollywood, Califórnia)
- Masterizada nos The Mastering Palace (Nova Iorque)
- Publicada pelas seguintes empresas: Charlie Puth Music Publishing, Artist 101 Publishing Group (BMI) — administradas pela Warner Chappell —, Rap Kingpin Music, Prescription Songs e Good Fellowship Publishing (ASCAP)
- A participação de Selena Gomez é uma cortesia da Interscope Records

Produção
| - Charlie Puth: composição, vocalista principal, produção - Selena Gomez: composição, vocalista participante - Jacob Kasher Hindlin: composição | - Manny Marroquin: mixagem - Dave Kutch: masterização |

## Desempenho nas tabelas musicais
| Tabela musical (2016)                                  | Melhor posição |
| ------------------------------------------------------ | -------------- |
| Alemanha (Media Control Charts)                        | 52             |
| Austrália (ARIA Charts)                                | 10             |
| Áustria (Ö3 Austria Top 40)                            | 23             |
| Bélgica (Ultratop 50 de Flandres)                      | 18             |
| Bélgica (Ultratop 40 da Valônia)                       | 36             |
| Brasil (Brasil Hot 100 Airplay)                        | 91             |
| Canadá (Canadian Hot 100)                              | 11             |
| Colômbia (National Report)                             | 9              |
| Coreia do Sul (Gaon Music Chart)                       | 13             |
| Dinamarca (Tracklisten)                                | 13             |
| Escócia (The Official Charts Company)                  | 14             |
| Eslováquia (IFPI Slovenská Republika)                  | 9              |
| Espanha (Productores de Música de España)              | 5              |
| Estados Unidos (Billboard Hot 100)                     | 9              |
| Estados Unidos (Pop Songs)                             | 11             |
| Estados Unidos (Adult Pop Songs)                       | 9              |
| Estados Unidos (Hot Adult Contemporary Tracks)         | 13             |
| Finlândia (IFPI Finlândia)                             | 18             |
| França (Syndicat National de l'Édition Phonographique) | 8              |
| Hungria (Magyar Hanglemezkiadók Szövetsége)            | 7              |
| Irlanda (Irish Recorded Music Association)             | 11             |
| Itália (Federazione Industria Musicale Italiana)       | 1              |
| Líbano (The Official Lebanese Top 20)                  | 1              |
| México (Mexico Airplay)                                | 7              |
| Noruega (VG-lista)                                     | 10             |
| Nova Zelândia (NZ Top 40 Singles)                      | 8              |
| Países Baixos (MegaCharts)                             | 14             |
| Portugal (Associação Fonográfica Portuguesa)           | 6              |
| Reino Unido (UK Singles Chart)                         | 14             |
| Chéquia (IFPI Česká Republika)                         | 16             |
| Roménia (Media Forest)                                 | 6              |
| Rússia (Russian Music Charts)                          | 2              |
| Suécia (Sverigetopplistan)                             | 13             |
| Suíça (Schweizer Hitparade)                            | 16             |
| Venezuela (Record Report)                              | 2              |

| Tabela musical (2016)                            | Melhor posição |
| ------------------------------------------------ | -------------- |
| Austrália (ARIA Charts)                          | 53             |
| Bélgica (Ultratop 50 de Flandres)                | 71             |
| Canadá (Canadian Hot 100)                        | 34             |
| Dinamarca (Tracklisten)                          | 39             |
| Estados Unidos (Billboard Hot 100)               | 50             |
| Estados Unidos (Pop Songs)                       | 38             |
| Estados Unidos (Adult Pop Songs)                 | 31             |
| Estados Unidos (Hot Adult Contemporary Tracks)   | 30             |
| Itália (Federazione Industria Musicale Italiana) | 24             |
| Nova Zelândia (NZ Top 40 Singles)                | 37             |
| Países Baixos (MegaCharts)                       | 61             |
| Reino Unido (UK Singles Chart)                   | 34             |
| Suíça (Schweizer Hitparade)                      | 62             |

| País (Empresa)             | Certificação |
| -------------------------- | ------------ |
| Austrália (ARIA)           | 2× Platina   |
| Bélgica (BEA)              | Platina      |
| Canadá (Music Canada)      | Platina      |
| Dinamarca (IFPI Dinamarca) | Platina      |
| Espanha (PROMUSICAE)       | 2× Platina   |
| Estados Unidos (RIAA)      | 4× Platina   |
| Itália (FIMI)              | 5× Platina   |
| Nova Zelândia (RMNZ)       | Platina      |
| Reino Unido (BPI)          | Platina      |
| Suíça (IFPI Suíça)         | Ouro         |

## Histórico de lançamento
| País           | Data                | Formato           | Gravadora |
| -------------- | ------------------- | ----------------- | --------- |
| Estados Unidos | 24 de maio de 2016  | Rádios mainstream | Atlantic  |
| Itália         | 17 de junho de 2016 | Rádios mainstream | Warner    |
| Reino Unido    | 17 de junho de 2016 | Rádios mainstream | Atlantic  |